# Hennes Weisweiler
Hennes Weisweiler (* 5 de diciembre de 1919 en Erftstadt-Lechenich, Colonia, Alemania;† 5 de julio de 1983 en Aesch, Zúrich, Suiza) fue un futbolista y entrenador de fútbol alemán. Destacó como entrenador en el Colonia y en el Borussia Mönchengladbach, club con el que conquistó la Copa de la UEFA de la temporada 1974-1975. En 1975 fichó por el FC Barcelona, pero solo permaneció una temporada debido a sus malas relaciones con la estrella del equipo, el holandés Johan Cruyff. Posteriormente entrenó al Cosmos de Nueva York.

## Trayectoria
Hennes Weisweiler comenzó su carrera como jugador y entrenador en 1. FC Köln, equipo fundado en 1948. Tras llevar al club a la primera división occidental de Alemania en 1949, asumió el rol de jugador-entrenador hasta 1952. Regresó en 1955 como director técnico por tres años antes de unirse al Viktoria Köln, equipo que logró su mejor clasificación bajo su dirección, aunque permaneció en la sombra de su antiguo club.
En 1964, Weisweiler asumió el mando del Borussia Mönchengladbach, un equipo joven con talento emergente como Günter Netzer y Jupp Heynckes. Con su enfoque ofensivo y la incorporación de jugadores clave, el equipo ascendió a la Bundesliga y se consolidó como contendiente. Bajo su dirección, Mönchengladbach ganó su primer título de liga en 1970 y lo defendió exitosamente en 1971, logrando reconocimiento internacional.
Uno de los momentos más polémicos de su carrera ocurrió en la Copa de Europa de 1971, cuando su equipo venció 7-1 al Inter de Milán, pero el partido fue anulado tras un incidente con un objeto lanzado desde la grada. A pesar de la controversia, Weisweiler continuó desarrollando jóvenes talentos y, en 1975, llevó al equipo a conquistar la Copa de la UEFA antes de partir.
En 1975, Weisweiler fue contratado por el FC Barcelona, pero tuvo conflictos con Johan Cruyff, quien no compartía su visión táctica. La falta de títulos y la tensión en el vestuario precipitaron su salida al año siguiente. Regresó a Alemania para dirigir nuevamente al 1. FC Köln, con el que conquistó la Bundesliga en la temporada 1977-78 y dos Copas de Alemania, estableciendo al club como una potencia en el fútbol alemán.
En 1980, Weisweiler asumió el cargo de entrenador del New York Cosmos en la NASL, donde dirigió a figuras como Franz Beckenbauer y Johan Neeskens. En su primera temporada, llevó al equipo a ganar el título, pero en 1981 perdió la final. Su paso por el fútbol estadounidense consolidó su reputación como entrenador exitoso a nivel internacional.
Finalmente, en la temporada 1982-83, Weisweiler se hizo cargo del Grasshopper Club Zúrich en Suiza, donde logró un doblete doméstico antes de retirarse. Su legado quedó marcado por su capacidad para desarrollar jugadores jóvenes, su enfoque ofensivo y su influencia en varios clubes europeos y estadounidenses.